# Grigoriora alia
Grigoriora alia är en insektsart som beskrevs av Andrej Vasiljevitj Gorochov 1998. Grigoriora alia ingår i släktet Grigoriora och familjen vårtbitare. Inga underarter finns listade i Catalogue of Life.